# Karatsi
Karatsi (em búlgaro: Каръци) é um filme de drama-comédia búlgaro de 2015 dirigido e escrito por Ivaylo Hristov. Foi selecionado como representante de seu país ao Oscar de melhor filme estrangeiro em 2017.

## Elenco
- Elena Telbis
- Deyan Donkov
- Ovanes Torosian
- Georgi Gotzin
- Plamen Dimov